# Jours-en-Vaux
Jours-en-Vaux est une commune déléguée située dans le département de la Côte-d'Or en région Bourgogne-Franche-Comté qui a fusionné le 1er janvier 2016 avec Ivry-en-Montagne, pour donner naissance à Val-Mont.

## Géographie
Situé dans la vallée de la Corcelle, Jours-en-Vaux est une commune rurale de Côte-d'Or, en région Bourgogne-Franche-Comté. La commune de Jours-en-Vaux est constituée de Jours-en-Vaux et des hameaux Corcelles, la Chapelle et Rouvray.

## Politique et administration
| Période                                  | Période       | Identité                     | Étiquette | Qualité                   |
| ---------------------------------------- | ------------- | ---------------------------- | --------- | ------------------------- |
| avant 1981                               | ?             | René Moreau                  | PCF       |                           |
| mars 2008                                | décembre 2015 | Noël Belin                   |           |                           |
| mars 2001                                | mars 2008     | François Desmoulins-Lebeault | DVD       | Ancien conseiller général |
| Les données manquantes sont à compléter. |               |                              |           |                           |

## Démographie
L'évolution du nombre d'habitants est connue à travers les recensements de la population effectués dans la commune depuis 1793. À partir du 1er janvier 2009, les populations légales des communes sont publiées annuellement dans le cadre d'un recensement qui repose désormais sur une collecte d'information annuelle, concernant successivement tous les territoires communaux au cours d'une période de cinq ans. 
Pour les communes de moins de 10 000 habitants, une enquête de recensement portant sur toute la population est réalisée tous les cinq ans, les populations légales des années intermédiaires étant quant à elles estimées par interpolation ou extrapolation. Pour la commune, le premier recensement exhaustif entrant dans le cadre du nouveau dispositif a été réalisé en 2006,.
En 2013, la commune comptait 107 habitants, en évolution de +10,31 % par rapport à 2008 (Côte-d'Or : +1,38 %, France hors Mayotte : +2,49 %).
| 1793 | 1800 | 1806 | 1821 | 1831 | 1836 | 1841 | 1846 | 1851 |
| ---- | ---- | ---- | ---- | ---- | ---- | ---- | ---- | ---- |
| 386  | 412  | 403  | 437  | 482  | 480  | 473  | 434  | 445  |

| 1856 | 1861 | 1866 | 1872 | 1876 | 1881 | 1886 | 1891 | 1896 |
| ---- | ---- | ---- | ---- | ---- | ---- | ---- | ---- | ---- |
| 443  | 435  | 424  | 389  | 391  | 365  | 363  | 333  | 300  |

| 1901 | 1906 | 1911 | 1921 | 1926 | 1931 | 1936 | 1946 | 1954 |
| ---- | ---- | ---- | ---- | ---- | ---- | ---- | ---- | ---- |
| 268  | 247  | 242  | 211  | 238  | 208  | 193  | 168  | 168  |

| 1962 | 1968 | 1975 | 1982 | 1990 | 1999 | 2006 | 2011 | 2013 |
| ---- | ---- | ---- | ---- | ---- | ---- | ---- | ---- | ---- |
| 172  | 153  | 134  | 114  | 92   | 94   | 94   | 101  | 107  |

## Lieux et monuments
- Château de Jours-en-Vaux.
- Chapelle.

## Personnalités liées à la commune
Le chef de bataillon Antoine Develle, né à Jours en 1774, officier des armées de la République et de l'Empire et tué à la bataille de Talavera (Espagne) en 1809. Son frère Pierre  (1767-1849) fit également les mêmes guerres et décède à Paris.

## Héraldique
| Blason de Jours-en-Vaux | Blason  | Tranché ondé : au 1er de gueules à la tête de bœuf coupée d'argent, au 2e d'azur à la tour d'argent ouverte, ajourée et maçonnée de sable, à la bande ondée d'or chargée de trois canettes de sinople posées à plomb, brochant sur la partition. |
| Blason de Jours-en-Vaux | Détails | Le statut officiel du blason reste à déterminer. |